# 佐佐木琴子
佐佐木琴子（日语：／ Sasaki Kotoko */?，1998年8月28日—）是日本女藝人、聲優，為女子偶像團體乃木坂46前成員，埼玉縣本庄市出身，前所屬經紀公司為Style Cube。2013年以乃木坂46二期生身分出道。2020年3月31日自乃木坂46畢業。

## 經歷
透過動畫《MAGI魔奇少年》的片尾曲《指望遠鏡》而認識乃木坂46，並在友人的母親的勸說下報名參加了乃木坂46二期生徵選。
2013年3月28日，通過乃木坂46二期生徵選，徵選時唱的歌曲是乃木坂46的《性急的蝸牛》（せっかちなかたつむり）。5月6日，於赤坂ACT劇場舉行的舞台劇《16人的主角deux》東京公演中首次亮相。7月3日，以研究生身份在乃木坂46官方博客發表其首篇文章。8月4日，在千葉縣幕張展覽館舉行的《Girls' Rule》全國握手會中首次在支持者面前演唱歌曲。
2014年3月，從中學畢業。10月15日，以小嶋坂46（こじ坂46）的成員身份在Zepp Blue Theater六本木演唱了《風的螺旋》。12月16日，與成員秋元真夏、高山一實、堀未央奈、齋藤飛鳥、相樂伊織、衛藤美彩、深川麻衣與HKT48成員指原莉乃合組「指坂46」，在第4屆AKB48紅白對抗歌合戰中演唱了《第幾次的藍天？》。
2015年2月2日，佐佐木在乃木坂46官方網站的個人網誌開通。2月22日，在西武巨蛋舉行的「乃木坂46 3rd YEAR BIRTHDAY LIVE」中，獲升格為正式成員。3月29日，在《女子落語》舞台劇的試鏡中脫穎而出，飾演空琉美遊亭丸京。
2016年3月17日，與成員生駒里奈、松村沙友理一同出席了動漫商品連鎖店安利美特的30週年計劃的記者招待會。4月4日，再次在試鏡中脫穎而出，於《女子落語》的續篇《女子落語貳 〜跳躍時空蕎麥麵〜》再度飾演空琉美遊亭丸京。11月23日，有份聲演動畫《告白實行委員會 ～戀愛系列～》的劇場版《喜歡上你的那瞬間。～告白實行委員會～》。
2017年4月7日，與成員鈴木絢音一同成為BS富士節目《JAPA-CON presents agent HaZAP》的班底成員。6月7日，在文化放送節目《RECOMMEN!》每年一度舉行的「女性偶像只看樣貌總選舉」中，獲選為第3位，以乃木坂46成員來說則是第2位。
2018年5月5日，單獨出席NHK BS Premium節目《公佈！全高達大投票》，同時出席的還有福井晴敏、西川貴教、古谷徹、關智一和河西健吾等等。6月13日，在文化放送節目《RECOMMEN!》每年一度舉行的「女性偶像只看樣貌總選舉」中，獲選為第2位。11月8日，與成員鈴木絢音參演了舞台劇《「動物朋友」2～降雪夜的動物朋友～》。
2019年1月11日，與成員齋藤飛鳥、伊藤純奈、鈴木絢音、寺田蘭世、梅澤美波、田村真佑一同出席在東京都港區乃木神社舉行的成人禮。3月19日，獲委任為文化放送節目《A&G Request Hour 阿澄佳奈的KimiMachi!》內的一個環節《乃木坂46佐佐木琴子的Top Gear》的主持人。6月5日，在文化放送節目《RECOMMEN!》每年一度舉行的「女性偶像只看樣貌總選舉」中，再度獲選為第2位。
2020年1月26日，在官方部落格宣布將於3月底畢業。3月25日，於乃木坂46的線上冠名節目《貓舌SHOWROOM》上舉行了佐佐木的畢業特別節目。3月31日，正式從乃木坂46畢業。4月24日，位於乃木坂46內的部落格正式關閉。10月8日，正式加入Style Cube，將以聲優身份繼續演藝活動。
2021年2月25日，擔任埼玉縣警察自行車防盜大使。
2023年2月10日，被選為跨媒體作品「Love Live!」系列中「Love Live! 蓮之空女學院學園偶像俱樂部」系列的「夕霧綴理」，並因此加入虛擬偶像兼聲優組合「蓮之空女學院學園偶像俱樂部」。6月1日，開設個人YouTube頻道。
2024年11月26日，獲任命為家鄉本庄市的觀光大使。
2025年5月15日，發行第一本個人寫真集《明け方の夢》。7月1日，宣布已於6月30日離開經紀公司Style Cube。

## 人物
佐佐木的暱稱為琴子（ことこ）、Kottan（こったん）。加入乃木坂46前，從未學習過唱歌跳舞，因此抓不到節奏的同時也有忘掉舞步的時候，為此她盡可能延長自己的練習時間，其努力也得到成員中田花奈和中元日芽香等的認同。
佐佐木的興趣是看動畫，這是她在升讀中學後受到兄長的影響而開始，喜歡《銀魂》、《HUNTER×HUNTER》和《魔奇少年》等。她對俄羅斯也有興趣，這是源於動畫《冰上溜星》中的一個俄羅斯人角色，另外亦通過動畫《文豪Stray Dogs》，而對俄羅斯作家費奧多爾·米哈伊洛維奇·陀思妥耶夫斯基的《罪與罰》產生興趣，並且獨自前往了遠東聯邦管區行政中心海參崴。同時，她也在學習俄語。另外，特長是算盤。
佐佐木與松村沙友理、寺田蘭世、伊藤卡琳結成了蘋果軍團。另外，她經常聊天的成員是中田花奈。在乃木坂46的歌曲中，她最喜歡的歌曲排舞，按順序是《白米大人》、《流星迪斯可》和《指望遠鏡》。

## 音樂作品
- 標註「★」符號表示該首歌曲有拍攝MV。

### 單曲
乃木坂46
|      | 發行日期         | 單曲名稱           | 參與歌曲名稱           | MV | 備註         |
| ---- | ---------------- | ------------------ | ---------------------- | -- | ------------ |
| 11th | 2015年03月18日   | 生命如此美好       | 邊界                   | ★  | 出道作品     |
| 12th | 2015年07月22日   | 太陽敲敲門         | 離別時，更喜歡你       | ★  |              |
| 13th | 2015年010月028日 | 此刻，想說話的對象 | 嫉妒的權利             | ★  |              |
| 14th | 2016年03月23日   | 當春紫苑盛開時     | 不等號                 | ★  |              |
| 15th | 2016年07月27日   | 赤腳Summer         | 秘密塗鴉               | ★  |              |
| 15th | 2016年07月27日   | 赤腳Summer         | 白米大人               | ★  | 沙友蘋果軍團 |
| 16th | 2016年11月09日   | 再見的意義         | 鞦韆                   | ★  |              |
| 17th | 2017年03月22日   | 大影響家           | 氣球還活著             | ★  |              |
| 18th | 2017年08月09日   | 蜃景               | Under                  | ★  |              |
| 18th | 2017年08月09日   | 蜃景               | 現場之神               | ★  |              |
| 19th | 2017年10月11日   | 及時行事           | My rule                | ★  |              |
| 20th | 2018年04月25日   | 同步巧合           | 全新的世界             | ★  |              |
| 20th | 2018年04月25日   | 同步巧合           | 星探                   | ★  |              |
| 21st | 2018年08月08日   | 以自我為中心！     | 三角空地               | ★  |              |
| 22nd | 2018年11月14日   | 想繞遠路回家       | 日常                   | ★  |              |
| 23rd | 2019年05月29日   | Sing Out!          | 飛機跑道               | ★  |              |
| 24th | 2019年09月04日   | 黎明來臨前無須逞強 | 〜Do my best〜沒有意義 | ★  |              |
| 25th | 2020年03月25日   | 幸福的保護色       | Anastasia              | ★  |              |

1. ↑  站位依據官方MV及演唱會正式呈現為參考依據。

其他
| 發行日期       | 單曲名稱              | 參與歌曲名稱 | MV | 備註                                                       |
| -------------- | --------------------- | ------------ | -- | ---------------------------------------------------------- |
| 2014年11月26日 | 希望無限              | 風的螺旋     | ★  | 小嶋坂46                                                   |
| 2016年12月7日  | 明明應該最討厭了 （大嫌いなはずだった。） | —            |    | HoneyWorks meets 沙友蘋果軍團 + 真夏尊敬軍團 from 乃木坂46 |

### 專輯
乃木坂46
|           | 發行日期        | 專輯名稱                       | 參與歌曲名稱       | 備註         |
| --------- | --------------- | ------------------------------ | ------------------ | ------------ |
| 01st      | 2015年01月07日  | 透明色                         | 傾斜               | 小嶋坂46     |
| 01st      | 2015年01月07日  | 透明色                         | 自由的彼方         |              |
| 02nd      | 2016年05月25日  | 屬於我們的位子                 | 刨冰的單戀         |              |
| 03rd      | 2017年05月024日 | 最初的夢想                     | 為我扇風           |              |
| 03rd      | 2017年05月024日 | 最初的夢想                     | 指定溫度           |              |
| Under專輯 | 2018年01月10日  | 我專屬的你～Under Super Best～ | 自戀海灘           |              |
| Under專輯 | 2018年01月10日  | 我專屬的你～Under Super Best～ | 那個女人           |              |
| Under專輯 | 2018年01月10日  | 我專屬的你～Under Super Best～ | 比誰都想陪在你身邊 |              |
| 04th      | 2019年04月17日  | 直到此刻化成回憶               | 沙友蘋果募集中     | 沙友蘋果軍團 |
| 精選輯    | 2021年12月15日  | Time flies                     | 緩綻之花           | [ 參 1 ]     |

1. ↑  專輯發行時已自乃木坂46畢業。

## 配音

### 電視動畫
- ShadowverseF（2022年）：聲演 女孩[53]
- 轉生就是劍（2022年）：聲演 街女[54]
- 永久少年 Eternal Boys（2022年－2023年）：聲演 女學生[55]、記者[56]、旁白[57]
- 七魔劍支配天下（2023年）：聲演 女學生[58]
- 雙生戀情密不可分（2024年）：聲演 女學生[59]

### 電影動畫
- 喜歡上你的那瞬間。～告白實行委員會～（2016年12月17日，Aniplex）：聲演 學生[60]

### 遊戲
- 動物朋友3（2021年）：聲演 國王企鵝[61]
- 棕色塵埃（2021年）：聲演 艾拉[62]
- 城姬Quest 極（2021年）：聲演 敦賀城[63]、撫養城[64]

### 數位漫畫
- （2021年）：聲演 吉田千尋（主演）[65][66]

### 旁白
- 伽利略X（BS富士）
  - ＃244 「アイドルとは何か? さようならすべての先入観」（2021年6月13日）[67][68]
  - ＃248 「DinoScience恐竜科学博で知る 恐竜たちのリアルな生きざま」（2021年8月8日）[69][70]

### 手機app
- Link! Like! Love Live!（2023年）：聲演 夕霧綴理（主演）[41][42][71]

## 演出

### 電視劇
- 初森BEMARS（2015年7月11日－9月26日，東京電視台）：飾演 片桐琴子[72]

### 電視節目
- JAPA-CON presents agent HaZAP（日语：ジャパコンTV）（2017年4月7日－2018年3月17日，BS富士）- 統括輔佐官Agent Mei[23][73]
- 公佈！全高達大投票（日语：発表!全ガンダム大投票）（2018年5月5日，NHK BS Premium）- 嘉賓[25][74]
- こんびず!〜コンテンツ×ビジネス情報局〜（2024年10月15日－，BS日本）：飾演 今手りほこ[75]

### 電台節目
- A&G Request Hour 阿澄佳奈的KimiMachi!（日语：A&Gリクエストアワー 阿澄佳奈のキミまち!）（2019年4月6日－2020年9月26日，文化放送）-「佐佐木琴子的Top Gear」單元主持人[29][76]
- （2021年7月2日，超!A&G+）[77][78]
- 豊田萌絵 with もえころがし（2023年，超!A&G+）- 11月份助理[79]
- Dottoai廣播 佐々木琴子のことこのこと（2024年1月13日－4月6日，AG-ON Premium、YouTube、超!A&G+、KNB電台）- 第95代主持人[80]
- 佐々木琴子のささいなこと（2024年4月1日－12月24日，YouTube、超!A&G+）- 主持人[81]
- 佐々木琴子のここだけのこと（2025年4月1日－，音泉）[82]

### 舞台劇
- 女子落語（東京AiiA劇場）：飾演 空琉美遊亭丸京
  - 女子落語（2015年6月19日－21日、24日、28日）[19][83]
  - 女子落語貳〜跳躍時空蕎麥麵〜（2016年5月13日－14日、18日－19日、22日）[21][84]
- 「動物朋友」2～降雪夜的動物朋友～（2018年11月8日－18日，品川王子大飯店 eX俱樂部）：飾演 北狐（主演）[27]
- 朗讀劇「Dragon Gyas Anotherd～為了再生的故事〜」（2021年4月7日－11日，澀谷區文化綜合中心大和田 傳承Hall）：飾演 蕾娜（女主角）[85][86]
- 朗讀劇「美術室に置き去りにされた天使－再演－」（2025年4月3日、5日、6日，太陽商場劇場）：飾演 よしこ[87][88]
- 朗讀劇「明日の卒業生たち」（2025年6月14日、18日，彩之國埼玉藝術劇場・小廳）：飾演 山崎沙雪[89][90]

### 網絡節目
- UBIch （2021年3月4日，YouTube、Niconico生放送、Twitter）[91][92]
- Fami通LIVE（2021年6月11日－2022年6月24日，YouTube、Niconico生放送、Twitter LIVE）- 週替MC[93]
- arrows FESTIVAL Invitational（2021年8月4日，YouTube）- 助理MC[94][95]

### 廣告
- Animate（2022年）- 聲演[96]
- アニふる TV-CM（2023年）- 聲演[97]

### 活動
- Machi Asobi vol.17 新型態動畫獎頒獎禮「The Moving Pictures Festival 2016」（2016年10月9日，德島市眉山（日语：眉山 (徳島市)）山頂舞台）[98]

### 聯合演唱會
- PPP ONLINE LIVE ～世界企鵝日大感謝祭～（2021年4月25日，線上演唱會）- 驚喜登場[99]
- 沙〜友〜Ready? ～沙友蘋果軍團演唱會／松村沙友理畢業演唱會～（2021年6月22日至23日，橫濱體育館）- 僅參加沙友蘋果軍團演唱會部分[100][101]

### 其他
- 怪物彈珠 黃金狂潮對戰者「黃金戰鬥教室」：飾演 Madoka[102]

## 書籍

### 寫真集
- 明け方の夢（2025年5月15日，Imagica Infos）[103][104]

### 雜誌連載
- 聲優Grand Prix（2024年5月10日－，主婦之友社）ポストコ -Post up Kotoko-[105]

## 外部連結
- Style Cube個人介紹頁（日語）
- 佐佐木琴子的Instagram帳戶（2020年5月15日－）（日語）
- 佐佐木琴子的X（前Twitter）（2020年10月14日－）（日語）
- YouTube上的佐々木琴子とアッシュの成長記録頻道 （日語）

乃木坂46時期
- 乃木坂46 佐佐木琴子 官方簡介（日語）
- 乃木坂46 佐佐木琴子 官方部落格（2015年2月2日－2020年4月24日）（日語）